# Батарейка D

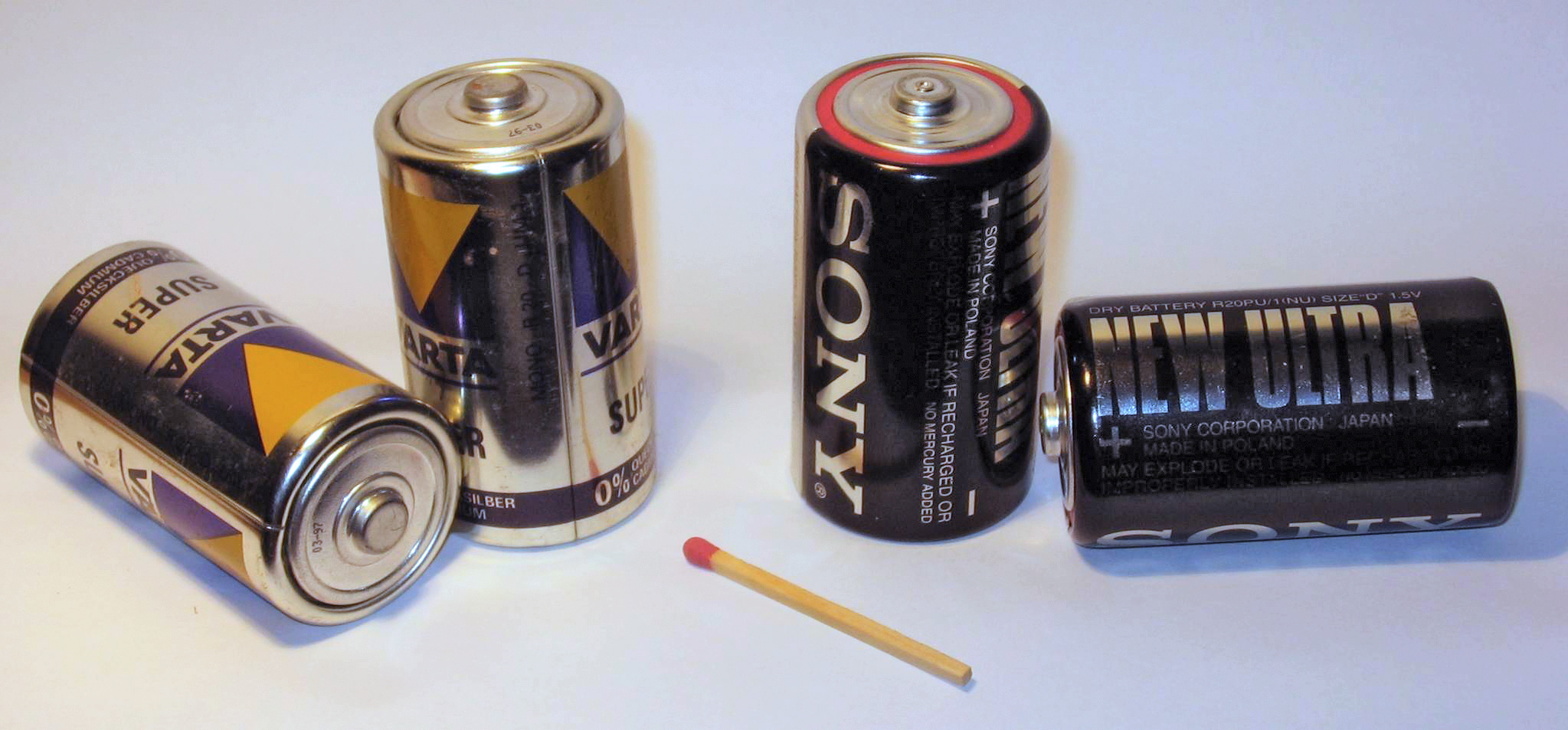

D (також R20, 373, Mono, UM 1) — типорозмір гальванічних елементів широкого застосування.

## Історія
Елементи такого типу стали виробляти в 1898 році — батарейка стала однією з перших в ряду 1,5В елементів, що є популярними по сьогоднішній день.
В СРСР мали позначення 1-КС-У3 (до початку 1960-х рр.), 373 (торгові марки «Сатурн», «Марс», «Оріон М»).

## Технічні характеристики
- Висота: 61,5 мм, діаметр: 34,2 мм.
- Маса: від 66 до 141 грам.
- Ємність при розряді малими струмами, що не перевищують десятки мА:
  - Сольовий елемент (R20): 4000 мА·г.
  - Лужний елемент (LR20): 5500-16000 мА·г.